# Łomianki
Łomianki è un comune urbano-rurale polacco del distretto di Varsavia Ovest, nel voivodato della Masovia.
Ricopre una superficie di 38,06 km² e nel 2004 contava 21 259 abitanti.